# Rolim Amaro
Rolim Adolfo Amaro (Pereira Barreto, 15 de setembro de 1942 – Pedro Juan Caballero, 8 de julho de 2001) foi um piloto de aeronaves e empresário brasileiro, presidente da LATAM Airlines Brasil, antigamente conhecida como TAM Linhas Aéreas, uma das maiores companhias aéreas do Brasil.

## Carreira
Em 1960, vendeu uma lambreta e com o dinheiro fez um curso de piloto, no qual tirou seu primeiro brevê. Seu primeiro emprego com registro em carteira, aos 18 anos, foi como piloto da Arsata (Aerorancho S.A. Táxi-Aéreo), de Rio Preto. Seu segundo brevê seria adquirido após conseguir o dinheiro emprestado com um amigo, a fim de fazer os exames. Em 1962, começou a trabalhar como piloto na Táxi Aéreo Marília (TAM).
Em 1966, transferiu-se para Amazônia, trabalhando como piloto particular em troca do financiamento de seu primeiro avião, um Cessna. Para engrossar o orçamento, vendia roupas e radinhos de pilha num armazém em São José do Xingu (região do Araguaia), de onde comandava a pequena empresa que montou. Em dois anos de trabalhos na Amazônia, adquiriu 10 monomotores e 7 crises de malária.
Em 1968, foi contratado pela Companhia de Desenvolvimento do Araguaia. Em seguida, trabalhou na VASP como copiloto e, mais tarde, na Líder Táxi Aéreo, como comandante.
Em 1970, fundou a Araguaia Táxi Aéreo (ATA), com dez aeronaves. Em 1972, adquiriu metade das ações da Táxi Aéreo Marília. Em 1976, comprou a outra metade das ações da TAM e torna-se dono da empresa. Na liderança da empresa, foi responsável por um rápido crescimento da companhia, que oferecia serviços que valorizavam o passageiro, prezando por uma boa experiência de voo.
Em 1 de dezembro de 1993, recebe o prêmio "Homem de Vendas do Ano", oferecido pela Associação dos Dirigentes de Vendas e Marketing do Brasil (ADVB). Em dezembro de 1996, recebeu o prêmio "Personalidade do Ano da Aviação na América Latina", concedido pela Revista Aérea às pessoas que mais tenham contribuído para o progresso da aviação.
Em 1997, a TAM é eleita a empresa mais rentável do ano anterior, atingindo 49% de lucro, maior marca entre todas as empresas do Brasil, segundo o Datafolha. A empresa havia sido a campeã de 1995.
Em 2000, a TAM vence a licitação para transportar o presidente Fernando Henrique Cardoso nas viagens internacionais durante um ano.
Morreu em 8 de julho de 2001 em um acidente de helicóptero em Pedro Juan Caballero, Paraguai. A caminho de uma reunião no país, pilotava um helicóptero, que, segundo testemunhas, voava baixo quando bateu no alto de uma árvore, caindo e matando todos a bordo.